# I'm Going Slightly Mad
"I'm Going Slightly Mad" (em português: "Eu estou ficando um pouco louco") é um single da banda britânica de rock Queen. Escrito majoritariamente por Freddie Mercury, foi lançado como o segundo single do álbum Innuendo, lançado no início de 1991. Tanto a letra da música e o clipe para qual foi gravada apresentam fortes traços de humor. Brian May executa um solo de slide guitar.
O vídeo que o acompanha - como todos os outros de Innuendo foi dirigido por Rudi Dolezal e Hannes Rossacher da Doro Productions. Filmado em fevereiro de 1991 no Limehouse Studios, apresenta a banda vestida e agindo de uma forma absurda, incluindo o guitarrista Brian May vestido como um pinguim (uma reprise de sua roupa de destaque no encarte do primeiro álbum do Queen), o baterista Roger Taylor com uma chaleira em sua cabeça, andando de triciclo, um homem em uma roupa de gorila, John Deacon como um bobo da corte, e Mercury vestindo um cacho de bananas como uma peruca.
"I'm Going Slightly Mad" é o último clipe do Queen a apresentar significativa contribuição criativa de Mercury. Embora o músico já estava consideravelmente doente na época, devido ao vírus da AIDS que tiraria sua vida meses depois, "I'm Going Slightly Mad" apresenta-lhe muito móvel e expressivo no clipe final, bem como ativamente co-dirigir e escrever o enredo da produção, apesar de sua aparência física muito frágil. O artista estava usando uma maquiagem grossa para esconder as manchas no rosto e uma camada extra de roupa por baixo para esconder sua perda de peso. Foi filmado em preto e branco.
O B-side do single contém a canção "Lost Opportunity", um blues rock de Brian May que ficou de fora do álbum final.

## Desempenho nas paradas musicais
| Parada musical (1991)               | Posições nas paradas | Total semanas |
| ----------------------------------- | -------------------- | ------------- |
| Países Baixos - Dutch Singles Chart | 20                   | 9             |
| Alemanha - German Singles Chart     | 42                   | 10            |
| Irlanda - Irish Singles Chart       | 19                   | 2             |
| Reino Unido - UK Singles Chart      | 22                   | 5             |

## Ficha técnica
- Freddie Mercury - vocais, teclado, piano
- Brian May - slide guitar
- Roger Taylor - bateria, maraca e percussão
- John Deacon - baixo